# 黒島港
黒島港（くろしまこう）は、沖縄県八重山郡竹富町の黒島にある地方港湾である。港湾管理者は沖縄県。統計法に基づく港湾調査規則では乙種港湾に分類されている。

## 概要
黒島の北側に位置する。石垣島の石垣港等との間に旅客船（高速船）が就航しているほか、定期貨客船（フェリー）や地元の小型船もこの港を利用している。島外との交通手段が実質的に船舶に限られる黒島において、住民にとっては生活上必要不可欠な生活港湾であり、観光客にとっては唯一の玄関口でもある。また、黒島の周辺海域はダイビングスポットとなっており、石垣島からのダイビング船が休憩のために訪れる。

## 沿革
- 1972年（昭和47年）5月15日 - 本土復帰に伴い地方港湾に指定[5]。
- 1994年（平成6年） - 旅客待合所が完成[6]。
- 2006年（平成18年）2月24日 - 浮桟橋の供用開始[7]。
- 2012年（平成24年）5月1日 - 従来の待合所に隣接する新旅客待合所、浮桟橋、屋根付き歩道が完成し、竣工式を催行[6][8]。

## 施設
- 係留施設[2]

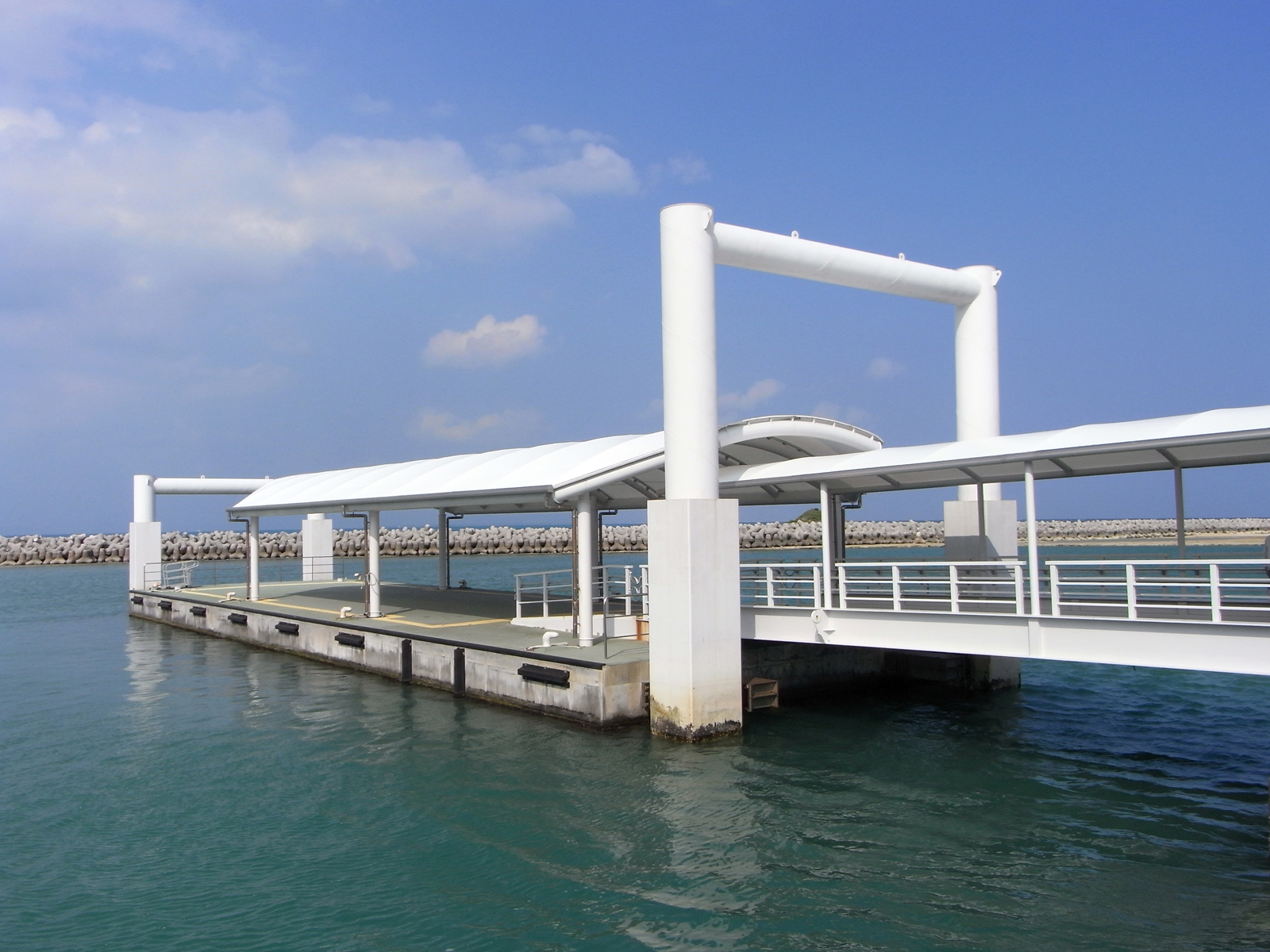
黒島港浮桟橋

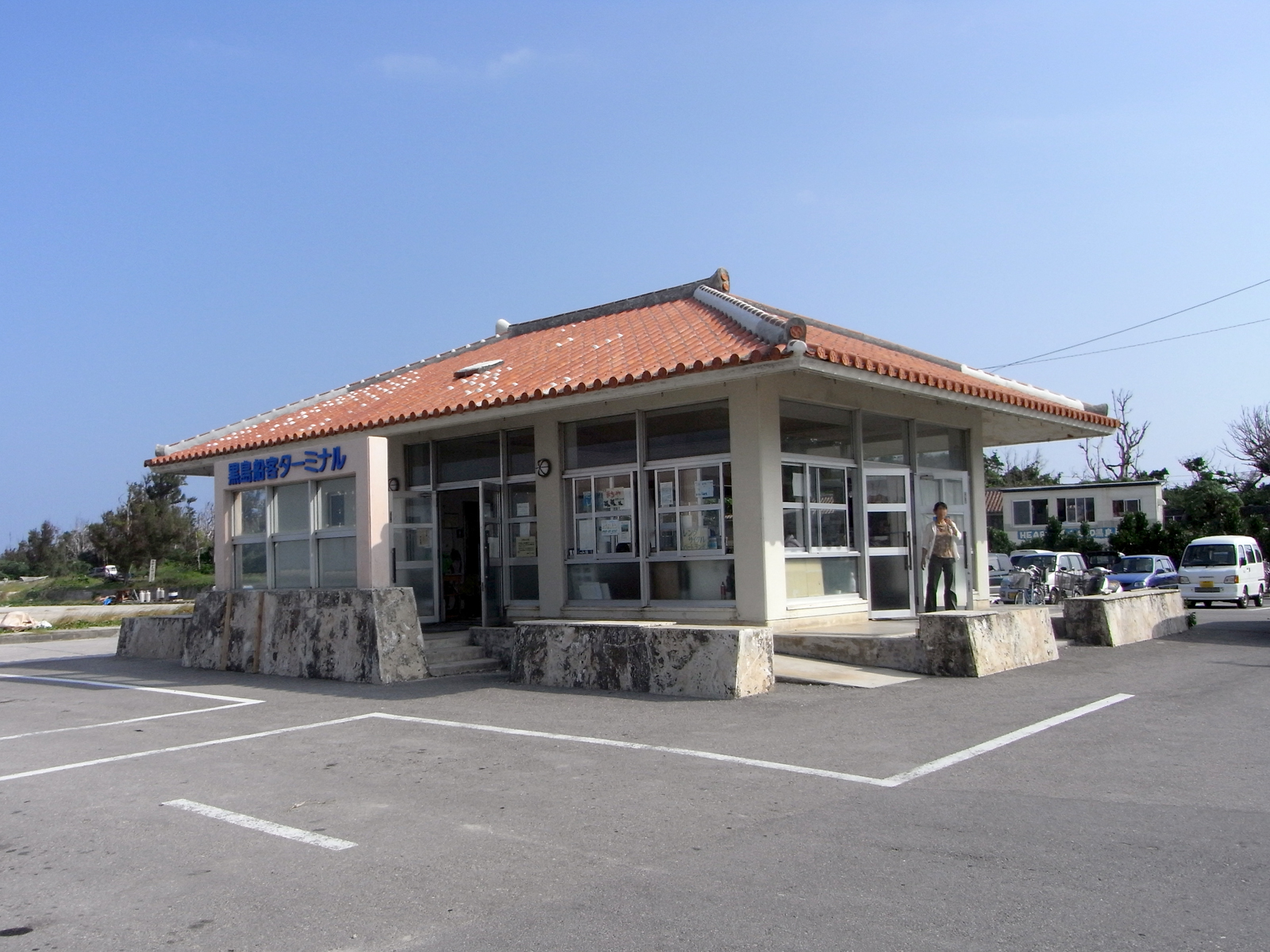
黒島船客ターミナル

  - 物揚場 (-3.0m) - 50m（最大対象船舶 100総トン）
  - 物揚場 (-2.0m) - 30m（最大対象船舶 30総トン）
  - 物揚場 (-2.5m) - 45m（最大対象船舶 5総トン）
  - 船揚場 - 50m
  - 浮桟橋 - 1基（最大対象船舶 74総トン）
- 待合所「黒島船客ターミナル」 - 鉄筋コンクリート構造・赤瓦屋根・平屋建。延床面積87.75m2[6]

## 定期航路
八重山観光フェリー、安栄観光の2社が以下の定期航路を運航している。ただし、石垣航路以外の本数は少ない。
- 旅客船（高速船）
  - - 石垣港（石垣島）
  - - 大原港（西表島）
  - - 小浜港（小浜島）
- 貨客船（フェリー）
  - - 石垣港（石垣島）